# Stena Aluminium

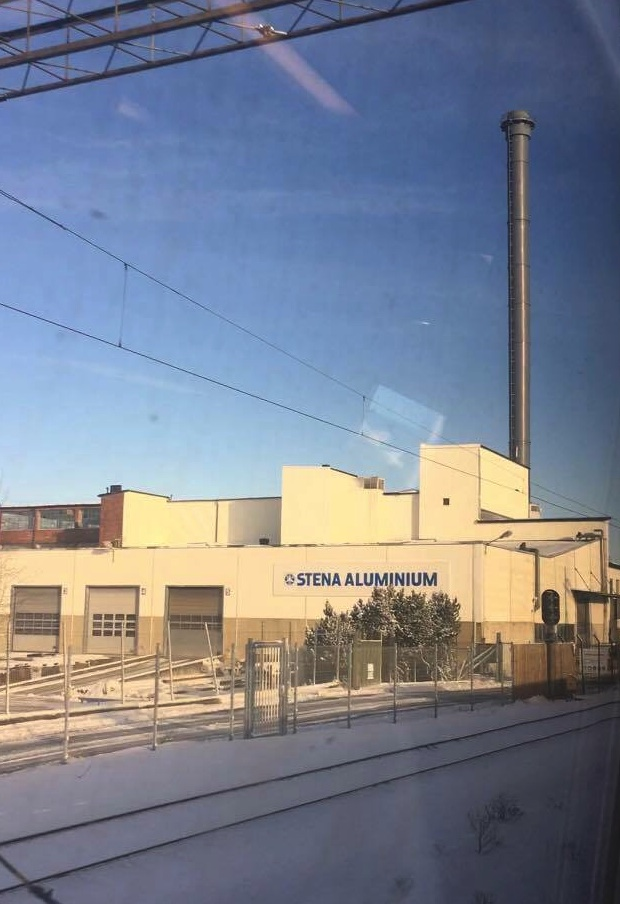
Stena Aluminium

Stena Aluminium är ett företag i Älmhult som tillverkar sekundär aluminium från aluminiumskrot. Företaget etablerades som AB Gotthard Nilsson 1906 och verksamheten gick då ut på att återvinna förbrukade varor. Återvinning av aluminium startades 1949 och 1998 köpte Stena Metall hela Gotthardskoncernen.
Produktionen har tidigare legat på 50 000 ton per år, men betydande investeringar har gjorts i ny reningsteknik varvid ett nytt miljötillstånd har givits på 90 000 ton per år. Investeringen invigdes under 2012 och under 2015 var produktionen uppe i 77 613 ton. Investeringar har också möjliggjort att spillvärme från smältugnarna kan förse 1200 villor i Älmhult med Fjärrvärme. Stena Aluminium är idag ensamma i Norden om att leverera flytande aluminium, som transporteras till kunden på lastbil i termosliknande tankar. Fördelen med detta är att gjutning kan starta med en gång och kunden sparar energi genom att slippa smälta aluminiumet innan gjutning.
Fabriken mottog i början på 1990-talet utrustning från Gotthards smältverk i Månsbo som drabbades av nedläggning. Under 2008 mottogs även utrustning från smältverket i danska Kolding, då all aluminiumproduktion inom Stena Metall koncentrerades till Älmhult.
Under 2016 togs ett beslut om att bygga in materialhanteringen. 4000 kvadratmeter kommer att byggas in under tak, detta kommer leda till markanta förbättringar för kringboende samt bädda för ytterligare automatisering av materialhanteringen i framtiden. Byggnationen ska vara färdigställd under 2017. 